# Tarzan et la Cité perdue
Pour les articles homonymes, voir Tarzan (homonymie).
Tarzan et la Cité perdue est un film réalisé par Carl Schenkel en 1997 et sorti en 1998, mettant en scène le personnage de Tarzan l'homme singe. C'est une coproduction américano-germano-australienne.

## Synopsis
À la veille de son mariage avec Jane, Tarzan doit retourner en Afrique pour lutter contre des mercenaires qui cherchent à violer le secret d'une civilisation perdue.

## Fiche technique
- Titre anglais : Tarzan and the Lost City
- Titre allemand : Tarzan und die verlorene Stadt
- Titre français : Tarzan et la Cité perdue
- Réalisateur : Carl Schenkel
- Pays de production :  États-Unis &  Allemagne
- Année de production : 1997
- Genre : Aventure
- Durée : 104 minutes
- Date de sortie : 24 juin 1998

## Distribution
- Casper Van Dien (VF : Philippe Valmont) : Tarzan / John Clayton
- Jane March : Jane Porter
- Steven Waddington : Nigel Ravens (VF: Guillaume Orsat)
- Winston Ntshona : Mugambe
- Rapulana Seiphemo : Kaya (VF: Med Hondo)
- Ian Roberts : Captain Dooley
- Sean Taylor : Wilkes
- Gys de Villiers : Schiller (VF: Emmanuel Karsen)
- Russel Savadier : Archer (VF: Mark Lesser)
- Paul Buckby : Jerjynski
- Zane Meas : Knowles
- Barry Berk : Burke
- Michael Gritten : Devlin
- Dimitri Cassar : Klemmer
- Tony Caprari : Ritter
- Kurt Wustman : Sykes
- Chris Olley : Ackerman
- Joshua Lindberg : Edwards
- Henry Van Der Berg : Lucas